# Succursale de la Banque de Commerce de Gand à Termonde
La Succursale de la Banque de Commerce de Gand est un bâtiment de style Art déco classé situé au centre de la ville de Termonde, dans la province de Flandre-Orientale en Belgique.
Le bâtiment abrite actuellement la brasserie « Art déco ».

## Localisation
Le bâtiment se situe au centre-ville, à l'intersection de la rue de la Digue (Dijkstraat) et de l'avenue Reine Astrid (Koningin Astridlaan), à quelques dizaines de mètres de la Grand-Place de Termonde et de l'Hôtel de ville, de l'autre côté de la Dendre.

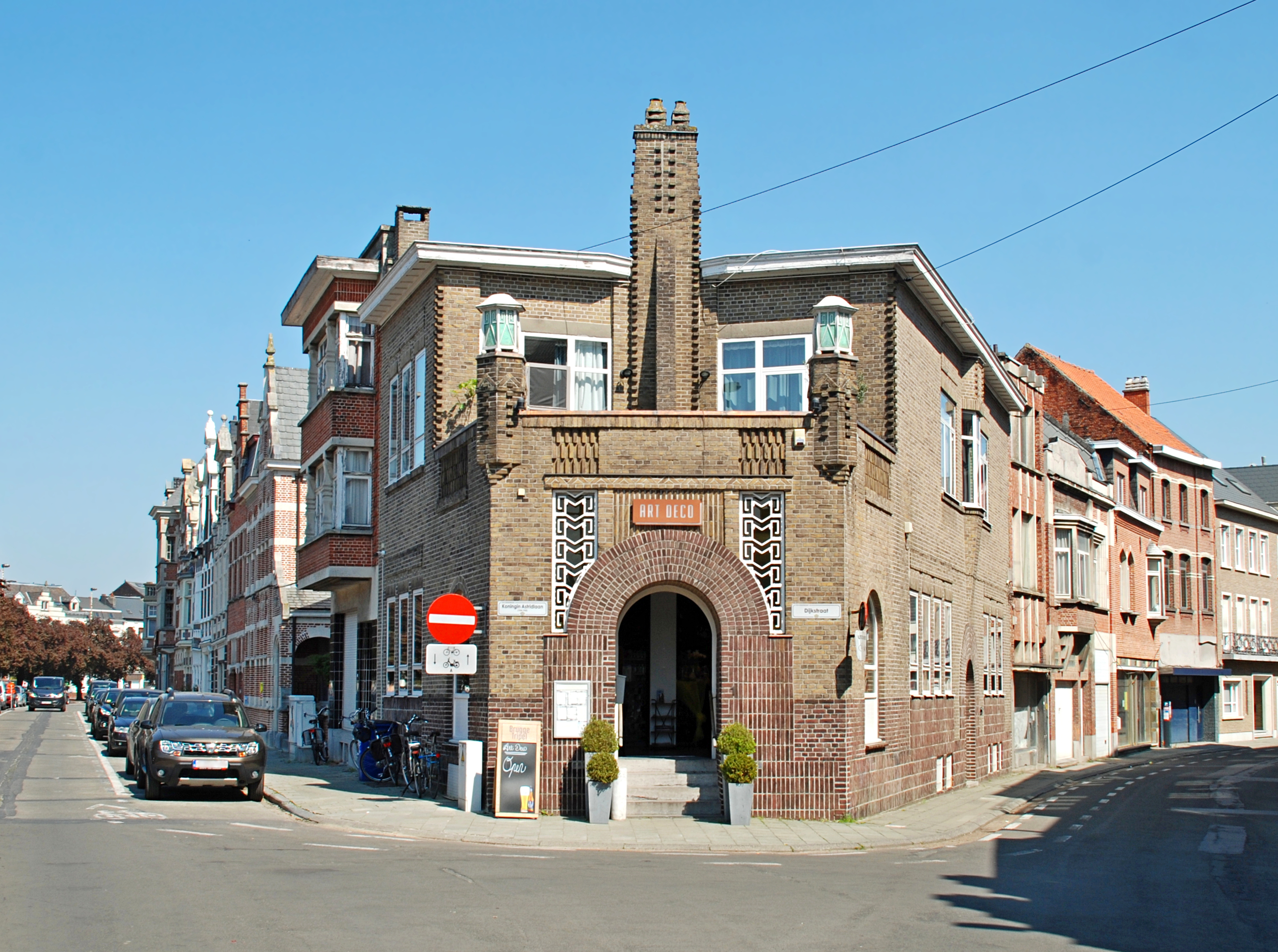
Le bâtiment à l'intersection de la rue de la Digue et de l'avenue Reine Astrid.

## Historique
En 1926, l'architecte gantois Jan-Albert De Bondt dessine les plans d'une succursale à Termonde pour la Banque de Commerce de Gand (Gentse Handelsbank), une institution financière créée en 1918, à la fin de la Première Guerre mondiale,. 
Le bâtiment est construit sur une parcelle d'angle à l'intersection de la rue de la Digue (Dijkstraat) et de l'avenue Reine Astrid (Koningin Astridlaan) qui n'était pas encore tracée à l'époque et n'a été achevée que vers 1930.
Comme l'avenue Reine Astrid (Koningin Astridlaan) n'est pas encore tracée à cette époque, l'architecte dispose les guichets de la banque du côté de la rue de la Digue. Les clients entrent par la porte d'entrée située sur l'angle, et le personnel par la porte latérale de la rue de la Digue.
En 1936, le bâtiment est vendu au modiste Vergeylen, qui réalise des transformations mineures,.
À l'heure actuelle, le bâtiment abrite une brasserie, appelée tout simplement « Art déco ».

## Classement
Le bâtiment fait l'objet d'un classement au titre des monuments historiques depuis le 4 décembre 2003 et figure à l'inventaire du patrimoine immobilier de la Région flamande sous la référence 48912.

## Architecture
Ce bâtiment de deux niveaux présente deux travées du côté de l'avenue Reine Astrid, une travée d'angle et quatre travées du côté de la rue de la Digue.
L'édifice possède des façades réalisées en briques beiges sauf le soubassement et l'encadrement des portes qui est réalisé en briques de couleur brune. Cette combinaison vivante de maçonneries différentes confère au bâtiment une agréable polychromie.
L'ornementation du bâtiment est également assurée par des maçonneries décoratives consistant en briques saillantes placées aux angles et en panneaux de briques en relief.
La travée d'angle, d'un seul niveau, est percée d'un remarquable porche dont l'encadrement de briques brunes porte un grand arc en plein cintre composé de six voussures également en briques brunes, surmonté d'un panneau décoratif et d'une frise de briques beiges.
Le porche abrite une porte en fer forgé, précédée de quelques marches en pierre bleue, dont les motifs sont repris dans deux fines fenêtres rectangulaires prolongeant les piédroits du porche.
La travée d'angle présente, au-dessus du porche, une terrasse dont la rambarde est ornée de panneaux décoratifs de briques et marquée aux angles par deux tourelles en porte-à-faux ornées de briques en saillie et couronnées chacune d'une lanterne. Cette terrasse est surmontée d'une haute cheminée ornée elle aussi de briques en saillie.
La façade de la rue de la Digue est percée d'une grande porte cintrée en tous points semblable à celle qui orne la travée d'angle, sauf la profondeur. Elle est surmontée d'un oriel à trois pans supporté par une longue base pyramidale qui s'élance depuis l'arc en plein cintre de la porte. La partie supérieure de l'oriel est agrémentée de briques saillantes aux angles.
Les linteaux des fenêtres rectangulaires sont surmontés chacun d'une petite frise de briques.

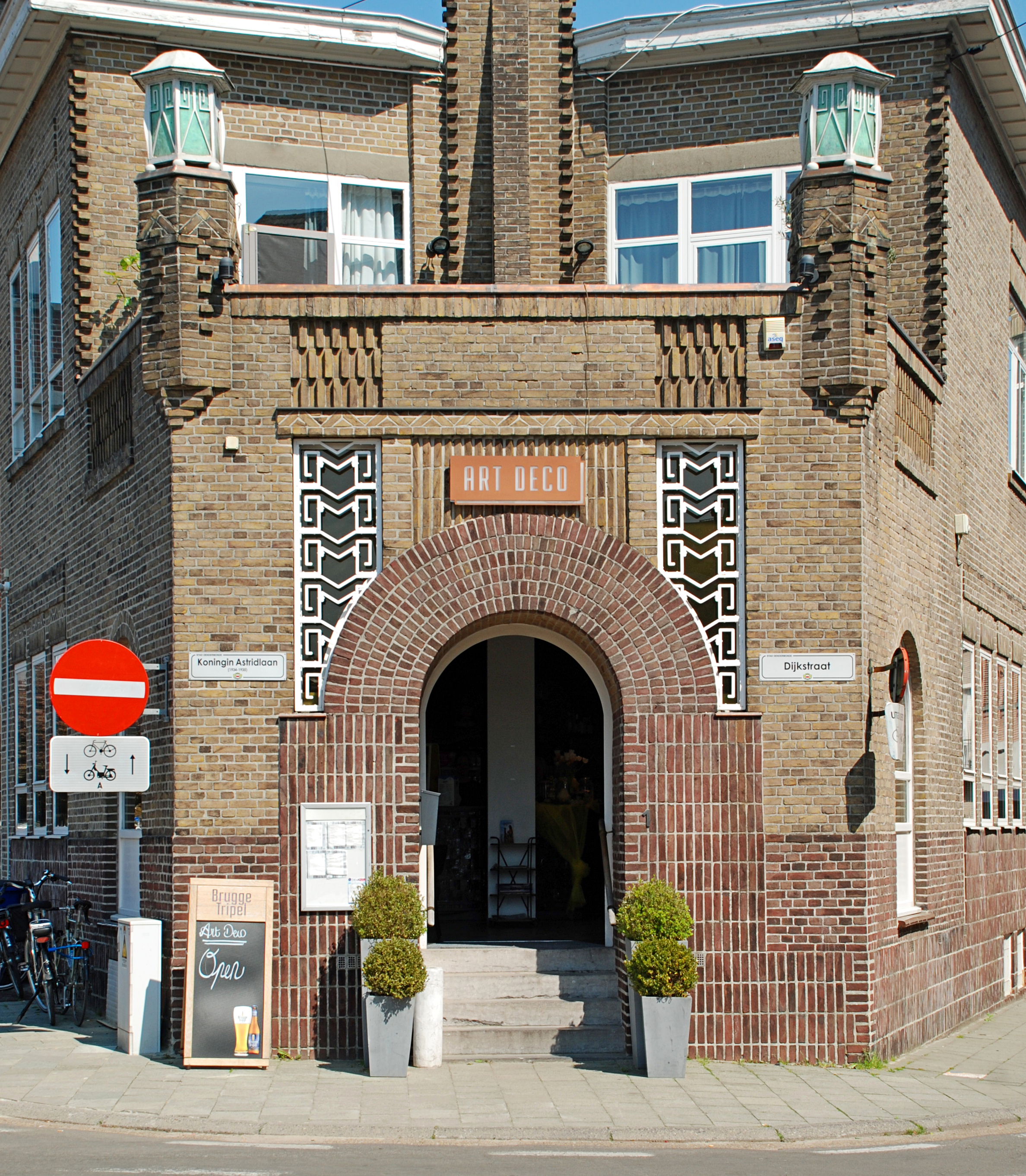
La travée d'angle.
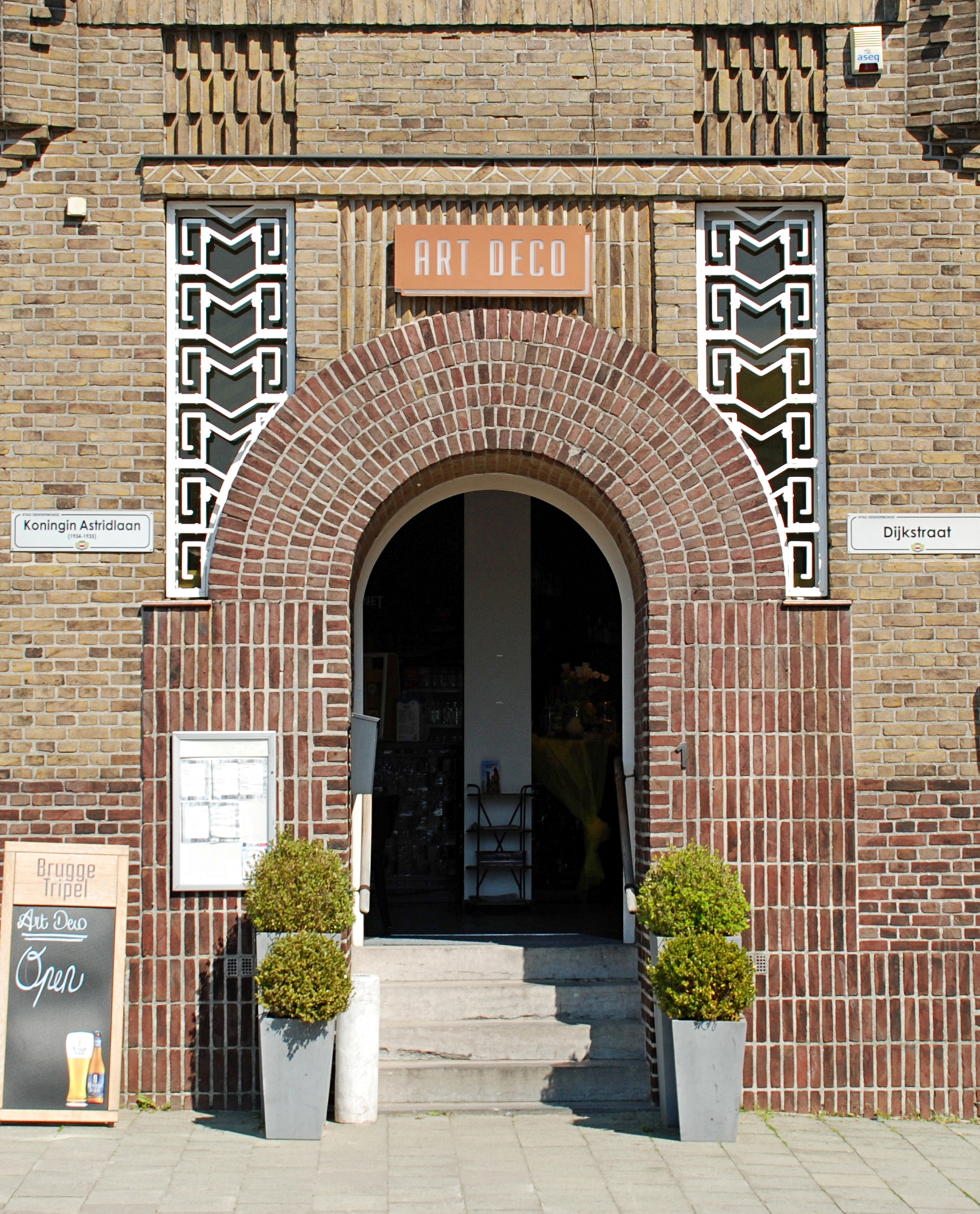
Le porche.
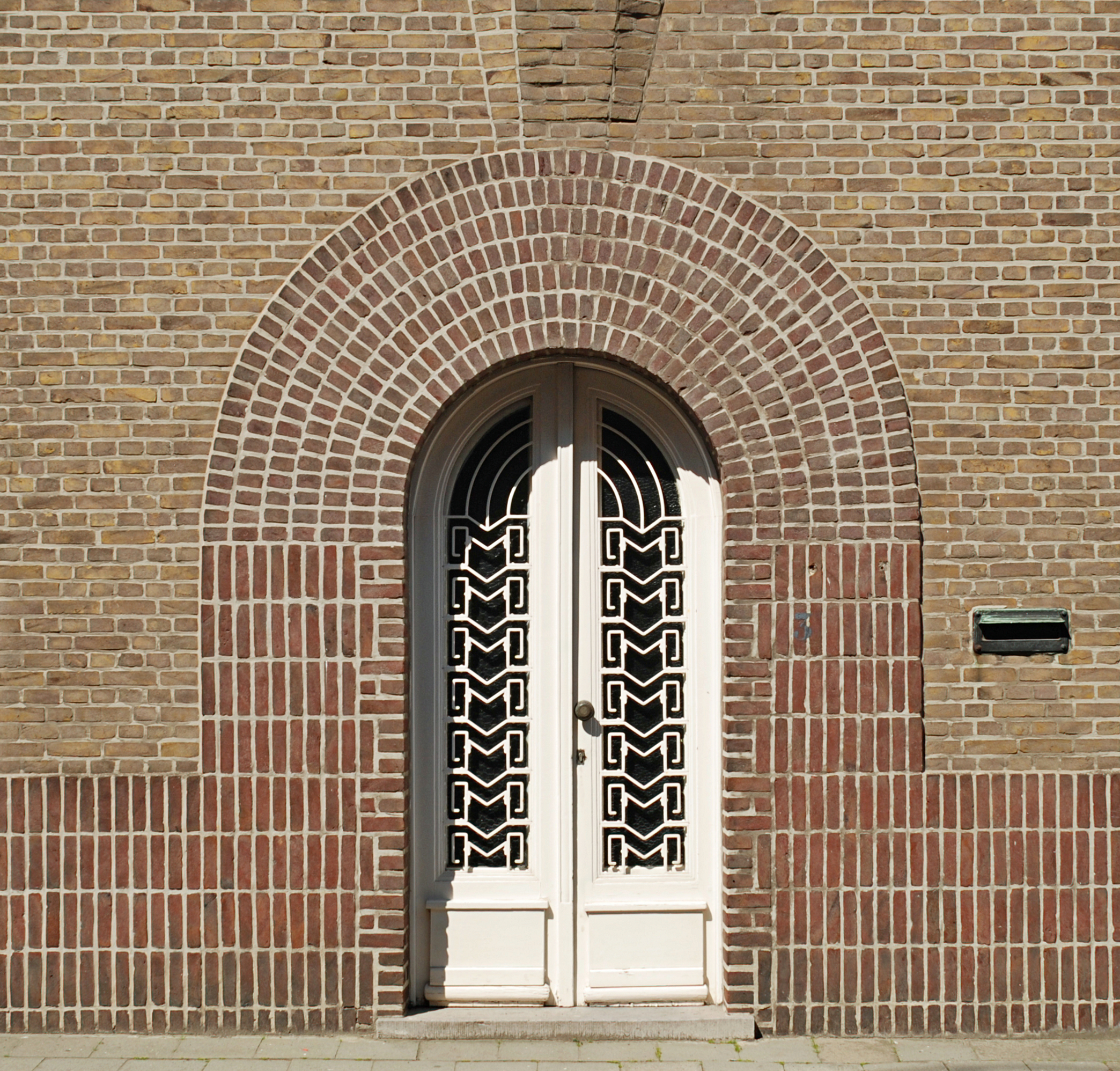
La porte latérale de la rue de la Digue.
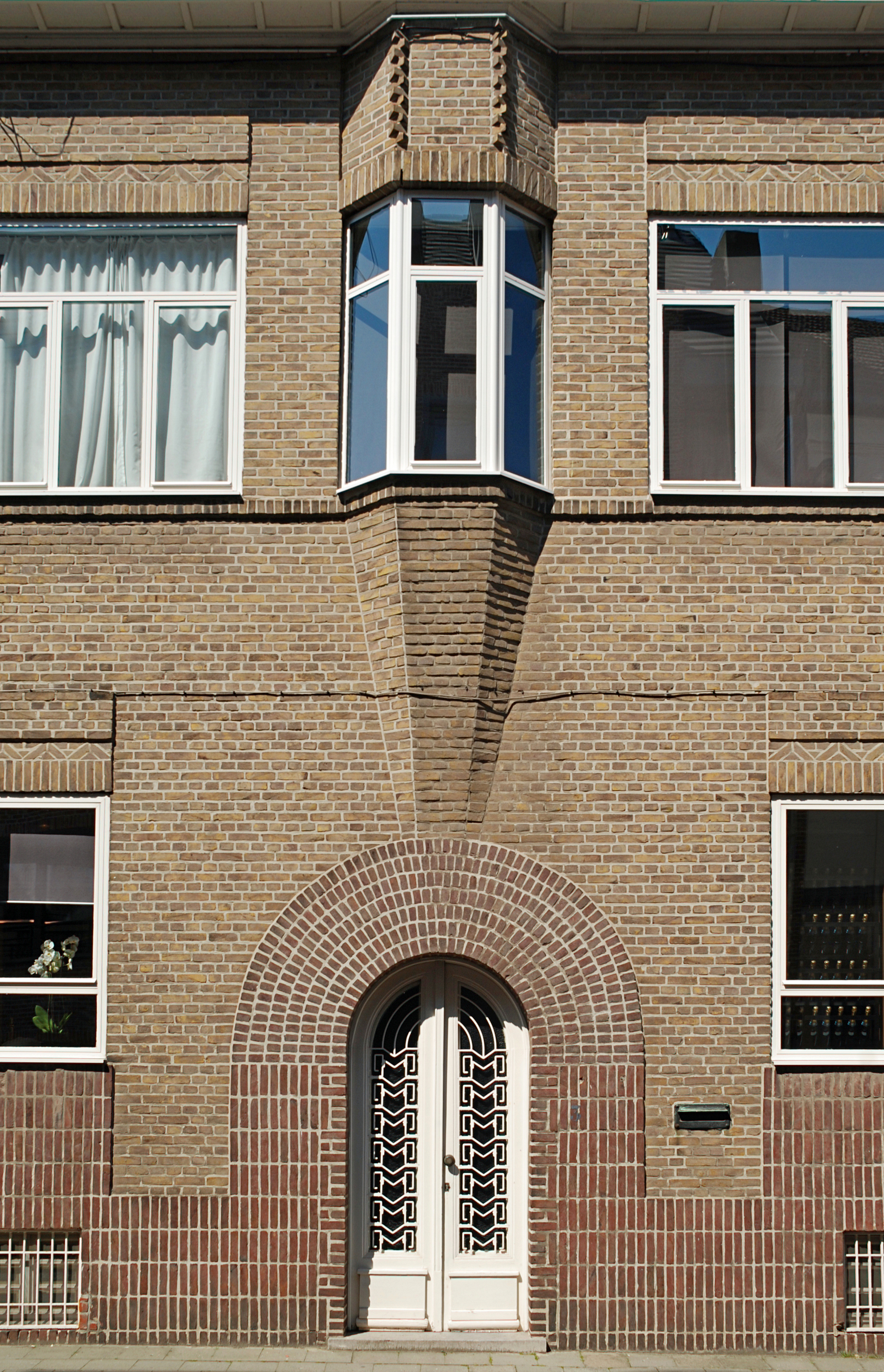
La travée d'entrée de la rue de la Digue.